# 파르마 공작 필리포
파르마 공작 필리포(Philip, Duke of Parma, 1720년 3월 15일 ~ 1765년 7월 18일)는 이탈리아의 귀족으로 부르봉파르마 가문의 시조였다. 스페인의 부르봉왕가 초대 국왕 펠리페 5세와 그의 아내 이사벨 디 파르네시오 사이에서 태어났으며, 후에 파르마 공작이 되었다.

## 생애
그는 펠리페 5세와 그의 아내 이사벨 사이에서 삼남으로 태어났다. 파르마 공국은 외가인 파르네세 가문의 통치를 받았으나, 대가 끊겨 스페인 왕실로 넘어가게 되었다. 그러나 폴란드 왕위 계승 전쟁으로 인하여, 오스트리아 대공국에게 파르마 공국과 토스카나 대공국을 양도하고, 나폴리 왕국과 시칠리아 왕국을 얻게 되었다. 그러나 오스트리아 왕위 계승 전쟁에서 엑스라샤펠 조약으로 스페인은 파르마까지 얻게 되었고, 그의 형인 카를로스는 이미 많은 작위를 가지고 있었으므로, 펠리페가 파르마 공작이 되는 것으로 결정되었으며, 파르마 공국에서는 부르봉파르마 가문의 통치가 시작된다.

## 자녀
필리포는 1739년 10월 25일 루이 15세의 딸 엘리사베타와 결혼했다.
- 이사벨라(1741~1763) 오스트리아 대공비
- 페르디난도(1751~1802) 파르마 공작
- 마리아 루이사(1751~1819) 스페인 왕비